# Constantin Ionescu
Constantin Ionescu (* 12. September 1958 in Brașov; † Juli 2024) war ein rumänischer Schachspieler.

## Leben
Er spielte für Rumänien bei acht Schacholympiaden von 1986 bis 2000. Außerdem nahm er an den europäischen Mannschaftsmeisterschaften (1989, 1992 und 1999), einmal an der Mannschaftsweltmeisterschaft (1985) in Luzern und an elf Schachbalkaniaden (1980 bis 1983 und 1985 bis 1994) teil.
Im Jahre 1983 wurde ihm der Titel Internationaler Meister (IM) verliehen. Der Großmeister-Titel (GM) wurde ihm 1998 verliehen.
| Hier fehlt eine Grafik, die leider im Moment aus technischen Gründen nicht angezeigt werden kann. Wir arbeiten daran! |